# Angelo Bredo
Angelo Bredo (Vercelli, 9 marzo 1915 – Vercelli, 11 agosto 1978) è stato un calciatore italiano, di ruolo difensore.

## Caratteristiche tecniche
Giocava come terzino, sia destro che sinistro.

## Carriera
Cresce nel settore giovanile della Pro Vercelli, che lo fa esordire in prima squadra nella stagione 1935-1936, nella quale Bredo disputa 3 partite; l'anno seguente scende in campo in 2 occasioni, mentre nella stagione 1937-1938 raccoglie altre 8 presenze, sempre nella serie cadetta.
Nel 1938 viene girato in prestito alla Biellese, dove rimane un anno in cui gioca 26 partite nel campionato di Serie C.
Torna poi alla Pro Vercelli, con cui nella stagione 1939-1940 gioca 31 partite nel campionato di Serie B. L'anno successivo disputa 14 partite, e nonostante la retrocessione in Serie C della sua squadra viene riconfermato per la stagione 1941-1942, nella quale gioca 30 partite in terza serie, terminando la carriera a fine stagione.
In carriera ha giocato complessivamente 58 partite in Serie B, senza segnare alcuna rete.